# Det spökar på Rivieran
Det spökar på Rivieran (engelska: Topper Takes a Trip) är en amerikansk komedifilm från 1938 i regi av Norman Z. McLeod. Filmen är den andra av tre övernaturliga komedifilmer om paret Topper, byggda på Thorne Smiths böcker Topper och Topper Takes a Trip. Den föregående filmen var Det spökar i sta'n (1937) och den efterföljande En förbryllande natt (1941).

## Rollista i urval
- Constance Bennett - Marion Kerby
- Roland Young - Cosmo Topper
- Billie Burke - Clara Topper
- Alan Mowbray - Wilkins, Toppers butler
- Verree Teasdale - Mrs. Nancy Parkhurst
- Franklin Pangborn - Louis
- Alexander D'Arcy - Baron de Rossi
- Skippy - Mr. Atlas